# タタールスタン航空363便墜落事故
タタールスタン航空363便墜落事故（タタールスタンこうくう363びんついらくじこ）は、2013年11月17日の現地時間19時20分（UTC+4）に発生した航空事故である。
タタールスタン航空がアク・バルス・アエロに代わって運航していたモスクワ発カザン行きの機体がカザン国際空港への着陸進入中に墜落し、搭乗していた乗客乗員50人全員が死亡した。
事故調査委員会の最終報告では、事故原因はパイロットエラーとされたが、訓練不足の操縦士を起用した航空会社の責任も指摘され、この事故を機にタタールスタン航空は廃業となった。

## 機体
事故機のボーイング737-53A（機体記号VQ-BBN）は23年以上にわたって7社の航空会社で運用されていた。まず製造後にAWASの所有となり（737-53Aの3AはボーイングのカスタマーコードでAWASを示す）、Euralair（1990–1992年、機体記号F-GGML）、エールフランス（1992-1995年、機体記号F-GGML）、ウガンダ航空（1995–1999年、機体記号5X-USM）、リオ・スール（2000-2005年、機体記号PT-SSI）、ブルー・エア（2005–2008年、機体記号YR-BAB）、ブルガリア航空（2008年に数か月、機体記号LZ-BOY）、そしてタタールスタン航空（2008年後半から墜落まで）にリースされた。
この機体は363便墜落事故以前に2件のインシデントを起こしていた。 
1. リオ・スールで運用中の2001年12月17日、悪天候下でタンクレド・ネヴェス国際空港へ着陸進入中に滑走路の70メートル (230 ft)手前に墜落し降着装置が破損した。搭乗していた乗客108人と乗員の全員は生存した[6]。
2. 2012年11月26日、カザンを離陸後、客室の与圧に関する問題のため引き返した[7]。

## 事故の経過

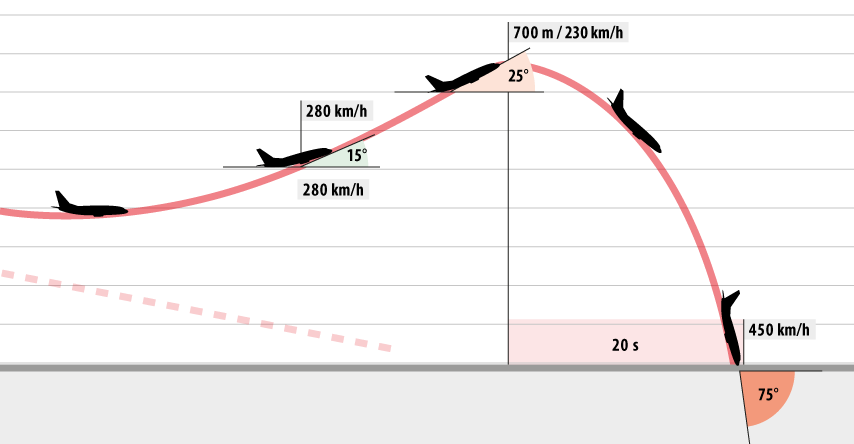
事故の概略図

363便は現地時間午後6時25分にモスクワのドモジェドヴォ空港を離陸し、モスクワの約800km東にあるカザン国際空港へ向かった。

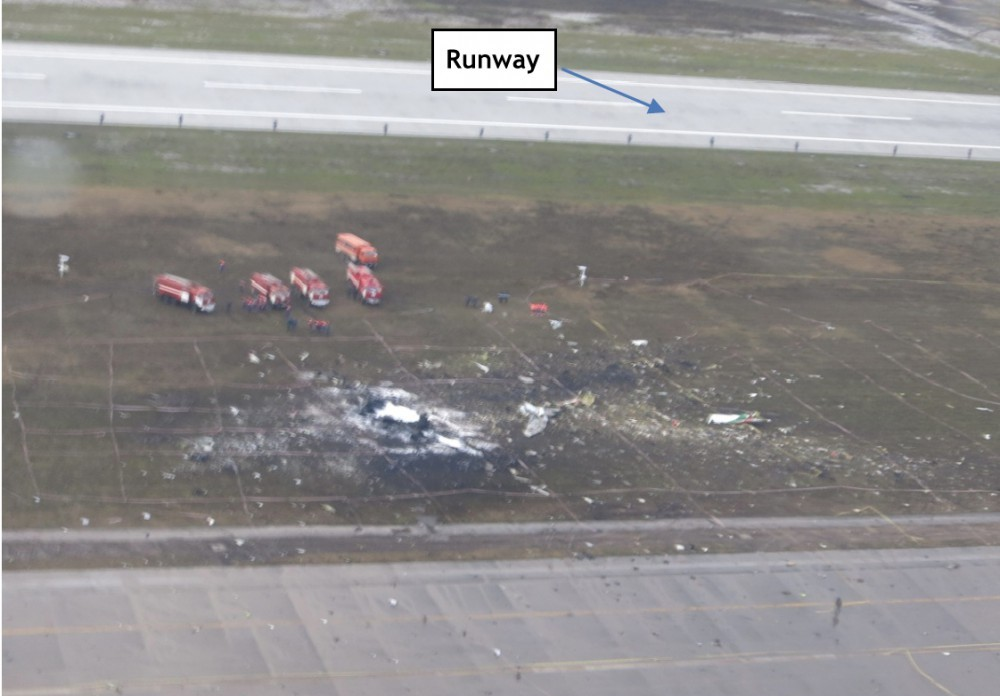
墜落現場

カザン国際空港への最終進入が不安定な進入となったため、クルーは着陸復行を開始したが、その直後に機首下げ75度、機速242ノット (448 km/h)で滑走路と誘導路の間にほぼ垂直に落下し、爆発・炎上した。墜落の40秒後に2度目の爆発が起きた。空港の監視カメラのうち1台が墜落の瞬間を撮影していた。乗客44人と乗員6人の全員が死亡した。地上での死傷者はいなかった。事故当時、空港は風が強く曇りであると報告されていた。
カザン国際空港は翌11月18日に全面再開されるまで約24時間閉鎖され、乗り継ぎ便を除いて運航が停止された。

## 死傷者
乗客乗員の一覧がロシア非常事態省により発表された。死者にはタタールスタン共和国のルスタム・ミンニハノフ大統領の息子イレク・ミンニハノフやロシア連邦保安庁タタールスタン共和国局長のアレクサンドル・アントノフも含まれていた。
| 国籍       | 合計 |
| ---------- | ---- |
| ロシア     | 48   |
| イギリス   | 1    |
| ウクライナ | 1    |
| 合計       | 50   |

## 事故調査
国家間航空委員会（IAC）は事故調査委員会を立ち上げて11月18日に現地調査を開始し、フライトデータレコーダー（FDR）とコックピットボイスレコーダー（CVR）を残骸から回収した。しかし墜落の衝撃により著しく損傷しており、ボイスレコーダーに関しては記録されたデータは失われていた。
翌日の11月19日にはFDRの初期解析結果が得られた。これによると、363便は着陸を試みたが何らかの原因で着陸を取りやめ、再度着陸を試みた際に墜落したことが判明した。タタールスタン航空の代表はコックピットクルーの訓練時間は十分であったと語ったが、機長が事故以前に着陸復行の経験を持っていたかについては「おそらく無い」ことを認めた。
墜落直前までエンジンやシステムにトラブルは発生しておらず、墜落時には2つの自動操縦装置のうち1つがオフになっており、手動での着陸を試みたのではないかと見られている。IACは、原因について直接的な言及は行っていないが、パイロットエラーではないかとの見解を示した。

### フライトデータレコーダー
11月19日に事故調査委員会がFDRの初期解析結果として以下の事実を公表した。
- 最終進入の際、クルーは規制文書が指定する着陸経路を取ることができなかった。機体の位置が不適切と判断したクルーは管制に連絡し着陸復行を試みた。TO/GAスイッチで着陸復行モードにしたことにより、最終進入では有効となっていたオートパイロットがオフとなり手動操縦が必要となった。
- エンジン出力がほぼ最大レベルに達し、クルーはフラップ角を30度から15度へ戻した。
- エンジン出力の上昇によりピッチ角が最大25度まで上がった。対気速度は低下し、クルーは着陸装置を格納した。
- 着陸復行決定時点からこの時点まで、クルーは操縦桿を操作しなかった。
- 対気速度が150から125ノットまで低下し、クルーは機首下げ操作を行った。これにより機体は降下を始め、速度も上昇した。
- 高度700メートルを過ぎてから機体は急角度で降下し、最後の瞬間には-75度のノーズダイブとなっていた。
- 機体が地面に衝突した際の速度は時速450km以上であった。
- 着陸復行の開始からFDRの記録が終了するまで45秒間であった。
- 墜落の瞬間まで推進装置は稼働してており、エンジンの不具合を示すデータは記録されていなかった。

## 最終報告
2015年12月24日、最終報告書が発表された。判明した事故の経過、推定される事故原因は以下のとおりである。

### 事故の経過
飛行中、クルーはナビゲーションシステムの地図の不具合に気づいていた。
カザン空港への降下中、管制に対して誘導の要求はしなかった。結果として、最終進入時に本来の進入経路より4km北を飛行していた。機体が空港からのローカライザの信号を受信しなかったため、クルーはオートパイロットに進路を入力し着陸を試みたが、高度が高すぎることに気づき着陸復行を決定した。この時点の高度は270メートル（900フィート）であり、降着装置が下ろされフラップ角は30度であった。オートパイロットは高度保持モード（ALT HOLD）で高度は270メートルに設定されていた。
着陸復行にあたってTO/GAスイッチを使用したことにより、オートパイロットはオフとなった。フラップ角は15度まで戻されたが、手動での機体操縦はされなかった。エンジン出力の上昇により機体は急角度で上昇した。対気速度が低下し、スタビライザーが自動的にトリム調節により機首下げを行った。
副操縦士はカザン空港の管制と連絡を取り続けていたが、降着装置が下りたままであることに気づき、機長に対して装置を格納するよう伝えた。
ピッチ角が25度を超え、クルーは操縦桿を操作しピッチ角を抑えようとした。この時点で高度は600メートル（2,000フィート）であり、機体は毎秒20メートルのペースで上昇を続けていた。機長が機首下げ操作を行うとピッチ角は急減し、700メートル（2,300フィート）まで上昇したところで降下に転じた。この時点の対気速度は117ノットであった。
ピッチ角は一転してマイナスとなり、毎秒25メートル（毎分5,000フィート）のペースで降下した。機体のピッチ角は-60度に至り、対地接近警報装置は急降下および機首上げの警報を発した。
機体が地面に衝突した際の速度は時速450km以上、ピッチ角は-75度であった。

### クルー
機長は1991年から2010年まで航空士であり、訓練を受けてボーイング737機長となった。機長は英語の知識が乏しかった。副操縦士は1989年から2008年まで航空機関士で、訓練ののちボーイング737パイロットとなった。
訓練施設は貧相なものであり、タタールスタン航空における訓練や安全管理も同様に貧相なものと考えられた。

### 事故原因
航空会社の危機管理・安全管理の機能不全が事故原因として挙げられた。訓練不足のクルーを起用した航空会社や関係当局の責任も指摘された。
着陸復行の際、クルーはオートパイロットがオフとなったことに気づかず、過剰な機首上げ体勢となった。このような異常な体勢からの回復に必要な技術を有していなかったために、過剰なマイナスピッチ角での降下となってしまった。
そもそもの発端はナビゲーションシステムの不具合によって最終進入がずれたことであったが、これはパイロットの総合的な操縦技術不足、機器のメンテナンス不足、管制の積極的な補助の欠如によるものとされた。

## 事故後
2013年12月初めに、ロシア連邦航空局はタタールスタン航空の航空運送事業許可を取り消すと発表した。取り消しは2013年12月31日に発表され、同社の保有機材はアク・バルス・アエロに移籍された。
国内で運航されている西側製の航空機の使用年数の上限を15年とするようロシアの法律を変更することが提案されている。